# Forjas de Engelsberg
Las forjas o fraguas de Engelsberg (en sueco: Engelsbergs bruk) son una antigua fundición en Ängelsberg, localidad de la municipalidad de Fagersta en Västmanland, Suecia. Estas forjas constituyen el ejemplo más completo y mejor conservado de las fundiciones suecas cuya producción de hierro de alta calidad llevó a Suecia al primer lugar en este sector en los siglos XVII y XVIII. 
Esta industria fue iniciada por obreros valones bajo el impulso de Louis de Geer. La comunidad de habla valona en la región siguió viviendo allí hasta el siglo XIX. 
Las fraguas de Engelsberg fueron inscritas en la lista del Patrimonio de la Humanidad de la Unesco en 1993.